# Microdynerus rubescens
Microdynerus rubescens är en stekelart som beskrevs av Gusenleitner 1973. Microdynerus rubescens ingår i släktet Microdynerus och familjen Eumenidae. Inga underarter finns listade i Catalogue of Life.